# Adobes
Adobes è un comune spagnolo di 43 abitanti situato nella comunità autonoma di Castiglia-La Mancia.